# Taraka martini
Taraka martini är en fjärilsart som beskrevs av Corbet 1941. Taraka martini ingår i släktet Taraka och familjen juvelvingar. Inga underarter finns listade i Catalogue of Life.